# Ubaldo Monteiro
Ubaldo Monteiro da Silva (Várzea Grande, 16 de maio de 1916 — Várzea Grande, 23 de maio de 2004) foi um militar e político brasileiro além de historiador, escritor, poeta, jornalista e professor.

## Biografia
Nascido em 16 de maio de 1916 em Várzea Grande, na região metropolitana de Cuiabá, Ubaldo Monteiro da Silva era filho do casal  Alfredo Monteiro da Silva e Ana Emília da Silva. Descendente de antigas gerações das famílias Monteiro e Pompeo de Campos, oriundos de Nossa Senhora do Livramento, Ubaldo cursou o primário e bacharelou-se em Ciências e Letras na Escola Liceu Cuiabano.
Serviu o exército,  em 1943 retornou para Cuiabá, para ser oficial da Polícia Militar do Estado de Mato Grosso e exerceu vários cargos como o de Diretor Geral do Departamento Estadual de Trânsito de Mato Grosso (DETRAN) e cumpriu missões importantes, muitas classificadas como de segurança extrema. Em 1951 fundou o Curso de Formação de Oficiais da Polícia Militar de Mato Grosso e dirigiu a Academia até 1956, sendo mestre em 4 disciplinas. 

## Carreira política
Em 1957 Ubaldo Monteiro se licencia da Polícia Militar para se candidatar a deputado estadual. Enfrentando o poder econômico, foi o sexto deputado mais votado em Mato Grosso. Em 1962, Ubaldo ficou como primeiro suplente e um ano depois assumiu a cadeira de deputado até o ano de 1966.
Desiludido com a política, principalmente com o regime de governo implantado pelo presidente Castelo Branco, Ubaldo Ribeiro não se candidatou-se a reeleição. Seus filhos Afrânio e Afonso e sua esposa, Neuza Ribeiro Monteiro se elegeu vereador em Várzea Grande.

## Obras

### Livro
- No Portal da Amazônia
- Cuiabaninhos
- Meus Varzeanos – versos; “Flashes dos 250 anos de Cuiabá
- A Polícia Militar de Mato Grosso
- Flor de Pequi

### Romance
- No Portal da Amazônia
- Senzalas Mato-grossenses
- Várzea Grande: passado e presente, confrontos

### Música
- A Marcha do Centenário
- Hino Oficial de Várzea Grande[1]